# Мега Миллионы
Мега миллионы (англ. Mega Millions; первоначальное название Большая игра Мега миллионы, продолжатель Большой игры) — американская лотерея, находящаяся под несколькими юрисдикциями. Первый тираж (Большой игры) Мега миллионов был проведён в 2002 году (см. ниже).
Минимальный заявленный джекпот Мега Миллионов — $20 миллионов, выплачивается за 30 последовательных годовых выплат, с процентной ставкой дохода в 5 % (в случае, если не выбрана опция выплаты наличными, смотри разницу по штатам). Джекпот увеличивается, в случае если нет победителя первой категории (смотри ниже о том, как финансируется джекпот).
Согласно обычной практике среди американских лотерей, джекпот рекламируется как номинальная сумма годовых выплат. Опция выплаты наличными (распространённый выбор), если она выбрана победителем, предусматривает выплату сегодняшней стоимости годовых выплат. Начиная с октября 2013 года, Мега Миллионы следуют двойной системе 5/75 (для белых шаров) плюс 1/15 (для «Мега Шара») для выбора выигрышных номеров. Каждая ставка стоит $1. Согласно юрисдикции Мега Миллионов во всех штатах, кроме Калифорнии, существует опция под названием Мегаплайер (эти ставки стоят $2 каждая), при которой все выигрыши кроме джекпота увеличиваются в 2, 3, 4 или 5 раз. Мегаплайер был добавлен ко всем юрисдикциям Мега Миллионов в январе 2011 года. Вначале он был доступен в качестве опции только в Техасе. Мега Миллионы разыгрываются в 22:59 по восточному времени во вторник и пятницу вечером, включая праздничные дни. Мега Миллионы управляется консорциумом 12 лотерей-первоисточников. Тиражи проводятся в партнерской студии ABC — WSB-TV в Атланте, штат Джорджия, под руководством Лотереи Джорджии.

## Штаты, участвующие в розыгрыше на данный момент и в будущем
| Юрисдикция             | Дата присоединения |
| ---------------------- | ------------------ |
| Аризона                | 18 апреля 2010     |
| Арканзас               | 31 января 2010     |
| Калифорния             | 22 июня 2005       |
| Коннектикут            | 31 января 2010     |
| Колорадо               | 16 мая 2010        |
| Делавэр                | 31 января 2010     |
| Округ Колумбия         | 31 января 2010     |
| Флорида                | 15 мая 2013        |
| Джорджия               | 1996               |
| Айдахо                 | 31 января 2010     |
| Иллинойс               | 1996               |
| Индиана                | 31 января 2010     |
| Айова                  | 31 января 2010     |
| Канзас                 | 31 января 2010     |
| Кентукки               | 31 января 2010     |
| Луизиана               | 16 ноября 2011     |
| Мэн                    | 9 мая 2010         |
| Мэриленд               | 1996               |
| Массачусетс            | 1996               |
| Мичиган                | 1996               |
| Миннесота              | 31 января 2010     |
| Миссури                | 31 января 2010     |
| Монтана                | 1 марта 2010       |
| Небраска               | 20 марта 2010      |
| Нью-Хэмпшир            | 31 января 2010     |
| Нью-Джерси             | 1999               |
| Нью-Мексико            | 31 января 2010     |
| Нью-Йорк               | 2002               |
| Северная Каролина      | 31 января 2010     |
| Северная Дакота        | 31 января 2010     |
| Огайо                  | 2002               |
| Оклахома               | 31 января 2010     |
| Орегон                 | 28 марта 2010      |
| Пенсильвания           | 31 января 2010     |
| Род-Айленд             | 31 января 2010     |
| Южная Каролина         | 31 января 2010     |
| Южная Дакота           | 16 мая 2010        |
| Теннесси               | 31 января 2010     |
| Техас                  | 2003               |
| Виргинские Острова США | 4 октября 2010     |
| Вермонт                | 31 января 2010     |
| Виргиния               | 1996               |
| Вашингтон              | 2002               |
| Западная Виргиния      | 31 января 2010     |
| Висконсин              | ?                  |
| Вайоминг               | Нет данных         |

Штаты Алабама, Аляска, Гавайи, Миссисипи, Невада и Юта на данный момент не проводят на своей территории лотерей согласно законодательству или конституционному мандату. Пуэрто-Рико проводит на своей территории лотерейные розыгрыши, однако не участвует в лотереи Мега Миллионы и, согласно полученным данным в октябре 2013 года, не планирует присоединиться к розыгрышу. 14 марта 2013 года Вайоминг стал 44 штатом, установившим лотерею, однако билеты не продаются на его территории.

## История игры

### Большая Игра
Билеты впервые вышли в продажу в Джорджии, Иллинойсе, Мэриленде, Массачусетсе, Мичигане и Вирджинии 31 августа 1996 года. Новая лотерея называлась Большая Игра. Игра была придумана Ребеккой Пол (директор Лотереи Джорджии) и Пенелопой В. Кайл (директор Лотереи Вирджинии). Изначально Большая Игра разыгрывалась раз в неделю в пятницу вечером.
Начиная с января 1999 года победителям лотереи была предоставлена возможность получить свой выигрыш наличными. В мае 1999 года к игре присоединился штат Нью Джерси, единственный новый участник лотереи до 2002 года, когда Большая Игра сменилась на Мега Миллионы.
NEW ORLEANS — Начиная с 28 октября стартовые джекпоты будут увеличиваться для многоступенчатой лотерейной игры Mega Millions, равно как и цена билета.
Согласно пресс-релизу Луизианской лотерейной корпорации, стартовый джекпот увеличится с 15 до 40 миллионов долларов, и шансы на победу в 1 миллион матчах-5 будут улучшаться, составив от 1 до 18,5 миллиона до 1 в 12,6 миллиона. Стоимость за игру увеличится до 2 долларов, что станет первым увеличением количества билетов в истории игры, сказали представители лотереи. Шансы выиграть джекпот увеличатся с 1 на 258,9 миллиона до 1 в 302,6 миллиона. Ожидается, что средний джекпот вырастет до 371,4 млн. Долл. США.

### Большая Игра Мега Миллионы
Штаты Огайо и Нью-Йорк присоединились к консорциуму 15 мая 2002 года, в тот момент когда лотерея была переименована в Большую Игру Мега Миллионов, временно сохранив старое название и логотип в виде золотого шара. «Большой Денежный Шар» превратился в «Мега Шар». Несмотря на то, что название лотереи изменилось, золотой шар нового логотипа Мега Миллионов по-прежнему содержал название «Большая Игра» вплоть до февраля 2003 года, после чего золотой шар сменили шесть звезд, олицетворяющих 6 членов консорциума. Первый розыгрыш (Большой Игры) Мега Миллионов состоялся два дня спустя 17 мая 2002 года. Официальный товарный знак Мега Миллионов принадлежит Лотереи Иллинойса. Первые три штата, присоединившиеся к Мега Миллионам — Вашингон (в сентябре 2002 года), Техас (в 2003) и Калифорния (в 2005). Калифорния стала последним штатом, присоединившимся к лотереи до введения разрешения на проведение нескольких лотерей в 2010 году. Монтана присоединилась к лотерее 1 марта 2010 года, первой после этого события.
Когда Техас присоединился в Мега Миллионам в 2003 году, он ввел опцию под названием Мегаприкатор, изначально доступную только для игроков этого штата. Постепенно все участники, кроме штата Калифорния, ввели Мегапликатор для своих игроков. Товарный знак Мегаприкатор принадлежит лотерее Техаса.
24 июня 2005 года в честь присоединения штата Калифорния тираж был проведён к Голливуде, Кэрри Андервуд была приглашённой ведущей в паре с Гленом Бёрнсом.
15 ноября 2005 года группа под названием «счастливая семерка» по одному выигрышному билету, купленному в Анахейме, штат Калифорния, получила джекпот в размере $315 миллионов. Члены группы выбрали вариант получения выигрыша наличными, разделив между собой $175 миллионов (до государственных вычетов). Этот выигрыш остается самым большим призом, полученным по единственному билету, в истории лотереи Мега Миллионы.
6 марта 2007 года джекпот Мега Миллионов достиг $390 миллионов, который является третьим по размеру за всю лотерейную историю США. Джекпот поделили между собой владельцы двух билетов, оба содержали выигыршные номера 16-22-29-39-42 и Мега Шар 20. Оба победителя выбрали выплату выигрыша наличными, каждый получил долю в размере $116.557.083 (до государственных вычетов)
Изменения в игре Mega Millions вступают в силу для билетов, купленных начиная с 28 октября, для первого розыгрыша 31 октября. Чтобы подготовиться к этим изменениям, лотерея постепенно приостановила многократную покупку для билетов Mega Millions. Опция multidraw позволяет игрокам приобретать игры для 20, 10, пяти, четырех, трех или двух предварительных чертежей. Опция Mega Millions multidraw будет восстановлена 28 октября, когда начнется продажа новой версии игры.

### Изменение формата игры в октябре 2013
Последний розыгрыш лотереи Мега Миллионы формата 5/56 + 1/46 прошёл 18 октября 2013 года. Джекпот в размере $37 миллионов не нашел своего победителя. Первый тираж в современном формате 5/75 + 1/15 , джекпот которого тут же взлетел до отметки в $55, прошёл 22 октября. Сейчас минимальный разыгрываемый джекпот установлен на уровне $15 миллионов с последующими аккумуляциями не менее $5 миллионов. Приз второй категории (5+0) сейчас равняется $1 миллиону наличными. Игроки теперь выбирают 5 из 75 белых шаров и один «золотой шар» из 15.
Опция Мегапликатор по-прежнему существует и теперь позволяет увеличить ставку до пяти раз. Мегапликатор увеличивает выигрыш любой призовой категории, кроме джекпота. Выигрыш категории 5+0 с Мегапликатором равен $5 миллионам.
Прежние (до 18 октября 2013 года) и новые призовые категории, на базе билета за $1:
Совпадение 5+0: $250.000 / $1 миллион
Совпадение 4+МегаШар: $10.000 / $5.000
Совпадение 4+0: $150 / $500
Совпадение 3+МегаШар: $150 / $50
Совпадение 3+0: $7 / $5
Совпадение 2+МегаШар: $10 / $5
Совпадение 1+МегаШар: $3 / $2
Совпадение 0+МегаШар: $2 / $1
Шансы выиграть джекпот уменьшились до 1 на 258.9 миллиона. Шансы на выигрыш вообще увеличились до 1 на 14.71, но теперь они включают вариант выигрыша, равного цене за билет, как например в случае совпадения Мега Шара, то есть на самом деле шансы на получение прибыли со своей ставки стали ниже.
Призовые категории и шансы на выигрыш:
5 номеров и Мега Шар — 1 из 258.890.850
5 номеров без Мега Шара — 1 из 18.492.204
4 номера и Мега Шар — 1 из 739.688
4 номера без Мега Шара — 1 из 52.835
3 номера и Мега Шар — 1 из 10.720
3 номера без Мега Шара — 1 из 766
2 номера и Мега Шар — 1 из 473
1 номер и Мега Шар — 1 из 56
Только Мега Шар — 1 из 21
Структура получения приза, которая ранее была установлена как 20 последовательных годовых выплат (без опции выплаты наличными) во времена Большой Игры и затем 26 равных годовых выплат, изменилась до 30 годовых выплат с увеличением 5 % в год. Изменения вступили в силу одновременно с принятием нового формата 19 октября 2013 года.

## Рекордные джекпоты
Самый большой джекпот лотереи Мега Миллионы, заявленный на уровне $1,537 миллиарда (в случае годовых выплат) на момент розыгрыша или $878 миллиона (наличными), был разыгран 23 октября 2018 года. В тираже выиграл 1 билет из Южной Каролины.
Второе место принадлежит призу в $1,348 миллиарда ($724,6 млн единоразовой выплатой), сорванному 13 января 2023. Он был выигран одним билетом, купленным в штате Мэн.
Третье место занимает джекпот в $1,337 миллиарда ($780,5 млн млн единоразовой выплатой), который был разыгран 29 июля 2022 года. Выигрышный билет принадлежал 2 игрокам из Иллинойса.

## Как проводятся розыгрыши
В розыгрыше Мега Миллионов используются два лотерейных аппарата. Модель, выбранная организаторами Мега Миллионов — Критерион II (Criterion II), производства компании Смартплэй Интернэшнл (Smartplay International), находящейся в городе Эджвотер Парк, штат Нью Джерси. Шары перемешиваются при помощи двух вращающихся в противоположном направлении лопастей. 5 белых шаров один за другим выпадают в отверстие под перемешивающим барабаном.

## Версии(Большой Игры) Мега Миллионов
На различных стадиях Большая Игра Мега Миллионов пользовалась различными структурами розыгрыша:
| Дата проведения | Матрица шаров | Матрица Мега шаров | Шансы на выигрыш джекпота |
| --------------- | ------------- | ------------------ | ------------------------- |
| 6 сентября 1996 | 50            | 25                 | 1:52 968 999              |
| 13 января 1999  | 50            | 36                 | 1:76 275 359              |
| 15 мая 2005     | 52            | 52                 | 1:135 145 919             |
| 22 июня 2002    | 56            | 46                 | 1:175.711.535             |
| 19 октября 2013 | 75            | 15                 | 1:258 890 850             |
| 31 октября 2017 | 70            | 25                 | 1:302 575 350             |

## Мегапликатор
Игрокам лотереи Мега Миллионы, в 44 юрисдикциях из 45ти, доступная опция мультипликатора под названием Мегапликатор. Удвоив плату за билет (до $2), игроки получают возможность увеличить любой свой выигрыш кроме джекпота в 2, 3, 4 или 5 раз. Мегапликатор был добавлен Лотереей Техаса.
| Мегапликатор | Шансы на выигрыш (после 18 октября 2013) |
| ------------ | ---------------------------------------- |
| 2x           | 2:21 (9,5 %)                             |
| 3x           | 7:21 (33,3 %)                            |
| 4x           | 12:21 (57,1 %)                           |

## Вероятности выигрыша
Вероятность выигрыша можно вычислить. Например, вероятность выигрыша джекпота равняется 1 из {\displaystyle C_{75}^{5}\cdot 15}. (75 вариантов первого шара X 74 варианта второго шара X 73 варианта третьего X 72 варианта четвёртого X 71 вариант пятого)/(5 X 4 X 3 X 2 X 1) или 5! (пять факториал), и полученное число необходимо умножить на 15 (15 возможных вариантов «Мега Шара»). Таким образом, (75 X 74 X 73 X 72 X 71)/(5 X 4 X 3 X 2 X 1) X 15 = 258 890 850. Это число обозначает то, что у одного игрока есть один шанс из 258 890 850 на выигрыш джекпота. Подобным образом шанс на выигрыш приза $1 миллион — 1 из {\displaystyle C_{75}^{5}\cdot 15/14} = 1 из 18 492 204. Общая вероятность выиграть приз равна 1 из 14,7. Шансы на выигрыш джекпота Mega Millions составляют 302 575 350 к 1.

## Варианты выплат
В штатах Джорджия, Нью Джерси и Техас, игроки заранее выбирают, хотят ли они получить свой выигрыш наличными или в виде годовых выплат. В Джорджии и Нью Джерси игроки имеют право сменить своё решение с годовых выплат на выплату наличными в случае выигрыша джекпота, но не в Техасе.
Если победитель джекпота не объявляется в течение юридически установленного времени, каждый из 45 членов Мега Миллионов забирает свою часть денег, вложенную в джекпот. Каждая из 45 участвующих лотерей определяет свои правила насчет незабранных выигрышей. Большая часть участников Мега Миллионов вкладывают эти денежные призы в образовательные фонды.
В 2007 году, в штате Нью Йорк остались незабранными $31 миллион. Многие выигрыши размером $250.000 не были получены, включая несколько таких в штате Мичиган в 2007 году.

## Получение призов
У победителей Мега Миллионов есть либо 180 дней (в Калифорнии это распространяется только на все призы кроме джекпота), либо год, чтобы забрать свой выигрыш (хотя некоторые победители Мега Миллионов теряют своё право забрать джекпот наличными, если они не сообщают о своем желании в течение 60 дней).
Возрастной ценз на продажу билетов — 18 лет, за исключением Аризоны, Айовы и Луизианы, где минимальный возраст игроков — 21 год, и Небраски (19 лет). В целом (за исключением Вирджинии), игроки ниже возрастного ценза имеют право участвовать в лотерее, если получают билет в подарок, однако правила получения призов для этих игроков отличаются в зависимости от штата.
Правила различаются в зависимости от законодательства той юрисдикции, где был куплен билет, а также места проживания победителя. Выигрыш в лотерею Мега Миллионы не облагается подоходным налогом в штате Калифорния и Пенсильвания, в то же время в штатах Нью Хэмпшир, Техас и Вашингтон вообще нет подоходного налога. С другой стороны, некоторые жители городов Нью Йорк, штат Буффало и Йонкерс, штат Нью Йорк, платят 3 вида налога на их выигрыш.

## Проведение розыгрыша
Розыгрыш обычно проходит в студии WSB-TV в Атланте, штат Джорджия. Первоначально розыгрыш представлял ведущий прогноза погоды канала WSB Гленн Бернс. На сегодняшний день большую часть тиражей представляет постоянный ведущий Лотереи Джорджии Джон Кроу, и иногда его заменяет Брайан Хукер. В случае особо больших джекпотов розыгрыш иногда переносится в Нью Йорк на площадь Тайм Сквер, с дополнительной ведущей Иоландой Вега.
WGN транслирует розыгрыши Мега Миллионов на своем национальном канале WGN America по вторникам и пятницам в 21:00 (Центральное Время).

## Рекордные джекпоты (согласно оценке наличными)
| Оценка наличными (в миллионах $ США) | Оценка годовыми выплатами (в миллионах $ США) | Дата розыгрыша  | Победители                                 | Описание                                               |
| ------------------------------------ | --------------------------------------------- | --------------- | ------------------------------------------ | ------------------------------------------------------ |
| 878                                  | 1.537                                         | 23 октября 2018 | 1 (Южная Каролина)                         | Рекордный джекпот Мега Миллионов                       |
| 780,5                                | 1.337                                         | 29 июля 2022    | 1 (Иллинойс)                               | Билет принадледал двум игрокам                         |
| 739,6                                | 1.005                                         | 22 января 2021  | 1 (Мичиган)                                | Билет принадлежал синдикату                            |
| 723,5                                | 1.348                                         | 13 января 2023  | 1 (Мэн)                                    |                                                        |
| 474                                  | 656                                           | 30 марта 2012   | 3 (Мэриленд, Канзас, Иллинойс)             |                                                        |
| 347,639485                           | 648                                           | 17 декабря 2013 | 2 (Калифорния, Джорджия)                   |                                                        |
| 240                                  | 380                                           | 4 января 2011   | 2 (Айдахо, Вашингтон)                      |                                                        |
| 233                                  | 390                                           | 6 марта 2007    | 2 (Джорджия, Нью Джерси)                   |                                                        |
| 210                                  | 336                                           | 28 августа 2009 | 2 (Нью Йорк, Калифорния)                   | Победитель из штата Нью Йорк выбрал годовыми выплатами |
| 208.3                                | 330                                           | 31 августа 2007 | 4 (Нью Джерси, Мэриленд, Техас, Вирджиния) |                                                        |
| 202,9                                | 319                                           | 25 марта 2011   | 1 (Нью Йорк)                               |                                                        |
| 180                                  | 363                                           | 9 Мая 2000      | 2 (Иллинойс, Мичиган)                      | Самый большой джекпот Большой Игры                     |

## Денежный оборот
Примерно 50 % денег, вырученных с продаж билетов Мега Миллионов, возвращается игрокам в виде выигрышей. Остальное распределяется (согласно индивидуальным правилам в каждой юрисдикции) между продавцами, рекламными агентствами и персоналом.